# Gina Raimondo
Gina Marie Raimondo (1971. május 17. –) amerikai politikus, az Egyesült Államok kereskedelmi minisztere 2021 és 2025 között, korábban Rhode Island 75. kormányzója 2015 és 2021 között. A Demokrata Párt tagja, Rhode Island első női kormányzója. 2011 és 2015 az állam pénzügyminisztere volt. 2014-ben választották meg kormányzónak, a szavazatok 41%-ának megszerzésével Allan Fung és Robert Healey ellen. 2018-ban évtizedek óta a legnagyobb különbséggel választották újra.

## Kereskedelmi miniszterként
Raimondót 2021. március 3-án iktatta be Kamala Harris alelnök mint kereskedelmi minisztert. 2021 augusztusában a Politico azt írta a miniszterről, hogy ő lett az „adminisztráció egyik titkos fegyvere a Kongresszusban,” miután nagy szerepet játszott az Infrastruktúrai befektetés és Munka törvényjavaslat létrehozásában.

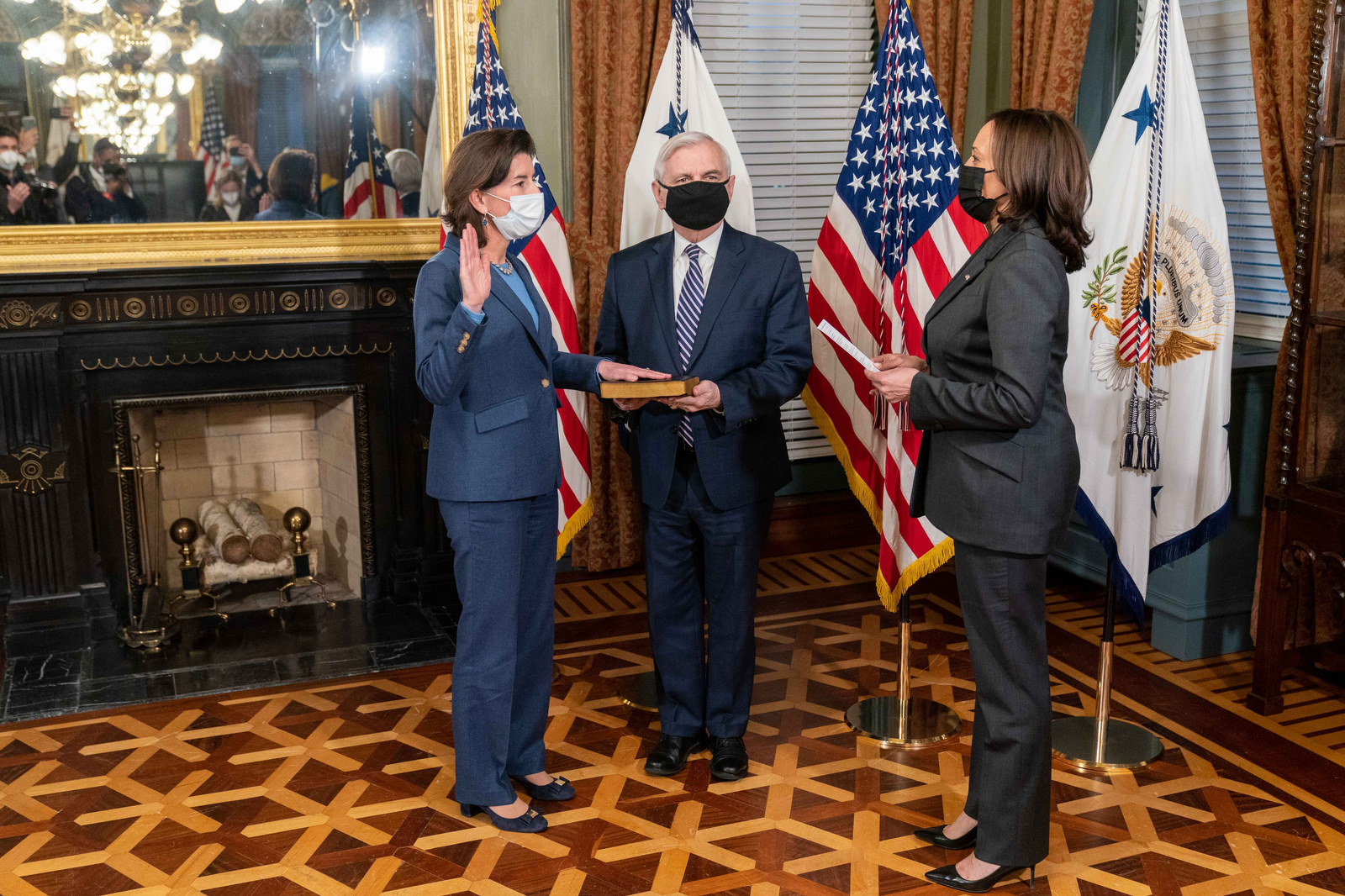
Raimondo beiktatása közben

Raimondo volt a kabinet egyetlen tagja, aki nem vett részt a 2022. március 1-én tartott elnöki évértékelőn, miután őt választották a kijelölt túlélőnek az esemény idejére. Következő hónapban elkapta a Covid19 vírust.

### Nemzetközi chip-hiány
Kereskedelmi miniszterként ő vezette az amerikai reakciót a chip-hiányra, amely 2021-ben és 2022-ben történt és azt javasolta a Kongresszusnak, hogy fogadjanak el törvényeket, amelyek segítenék az országos félvezetőgyártást. Raimondo azt nyilatkozta, hogy a hiány nemzetbiztonsági és gazdasági veszélyt jelenthet Amerikára.

### Technológia és kiberbiztonság
Miközben Raimondo hivatalban volt, a Kereskedelmi Minisztérium szankciót szabott ki a NSO Groupra, miután kémprogramokat adott el. Miniszterként közreműködött más magasrangú tisztviselőkkel, mint Alejandro Mayorkas belbiztonsági miniszter, hogy az Egyesült Államokban megfelelő kiberbiztonsági rendszert hozzanak létre.

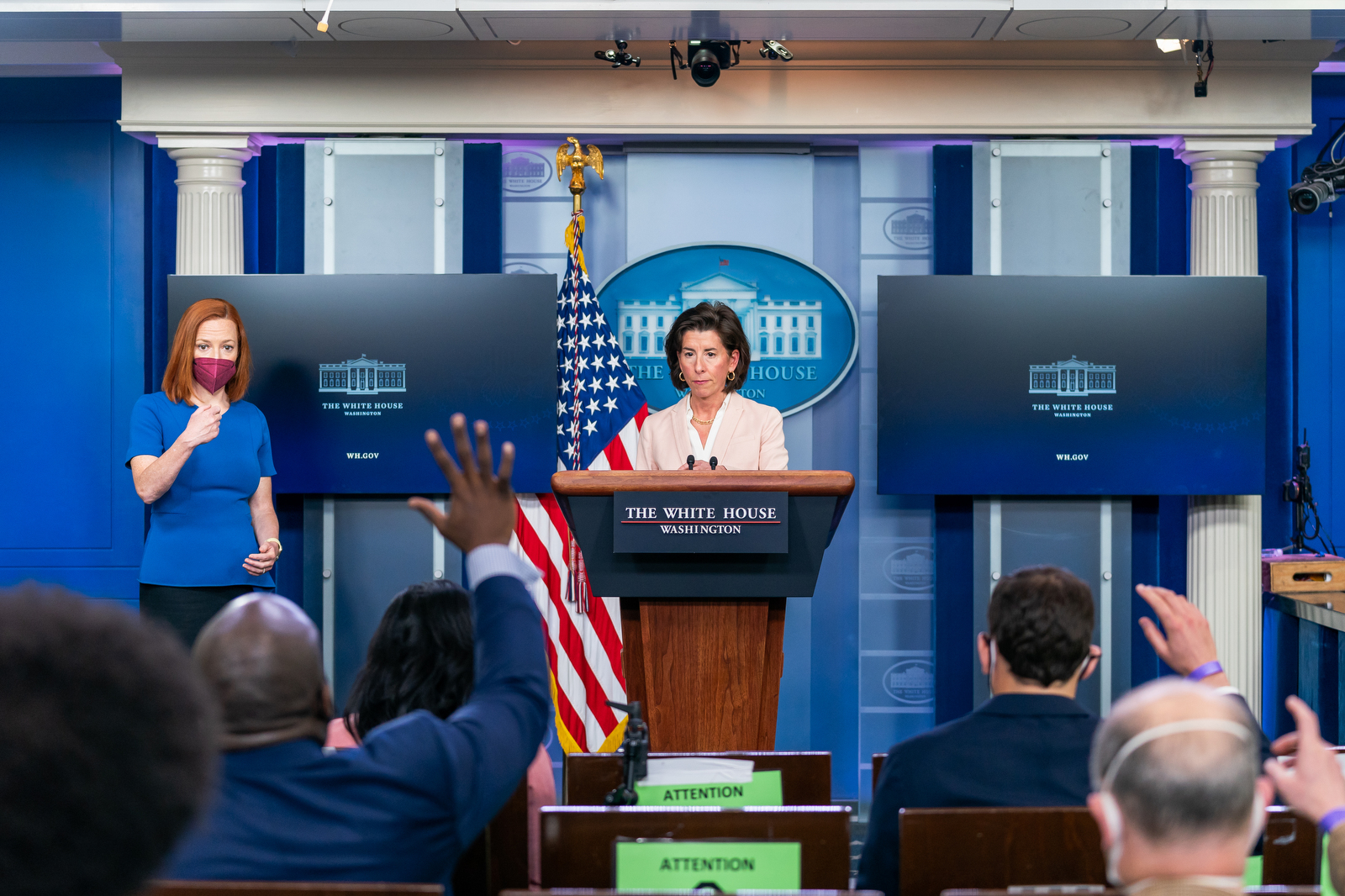
Raimondo és Jen Psaki, a Fehér Ház szóvivője

Esetekben kritizálták progresszív politikusok, amiért ellenezte az Európai Bizottság digitális piacokkal (DMA) kapcsolatos javaslatát. 2021 decemberében azt nyilatkozta, hogy ezeknek igazságtalanul nagy hatása lenne olyan amerikai cégeken, mint Google vagy az Apple. Elizabeth Warren szenátor ezt azért kritizálta, mert szerinte ez ellene ment a Biden-kormány ígéretének, hogy meg „fogják védeni a fogyasztókat a Nagy Tech monopóliumaitól.”

### Külpolitika
2021 szeptemberében Raimondo azzal vádolta Kínát, hogy megsértették amerikai cégek szellemi tulajdonát és, hogy a kínai kormány létrehozott „mindenféle különböző barikádokat, hogy megakadályozzák az amerikai és kínai cégek közötti kereskedelmet.” Októberben Tom Cotton republikánus szenátor, amiért azt nyilatkozta, hogy „semmi értelme arról beszélni hogy elzárjuk gazdaságunkat Kínáétól.”
Ukrajna 2022-es orosz invázióját követően a Kereskedelmi Minisztérium bevezetett több exportszabályozást is, hogy Oroszország nehezebben juthasson katonai technológiához. 2022 márciusában azt nyilatkozta, hogy következményekkel kell majd szemben állnia azon kínai cégeknek, amelyek félvezetőket adnak el Oroszországnak, megszegve az amerikai szankciókat.

## Választási eredmények

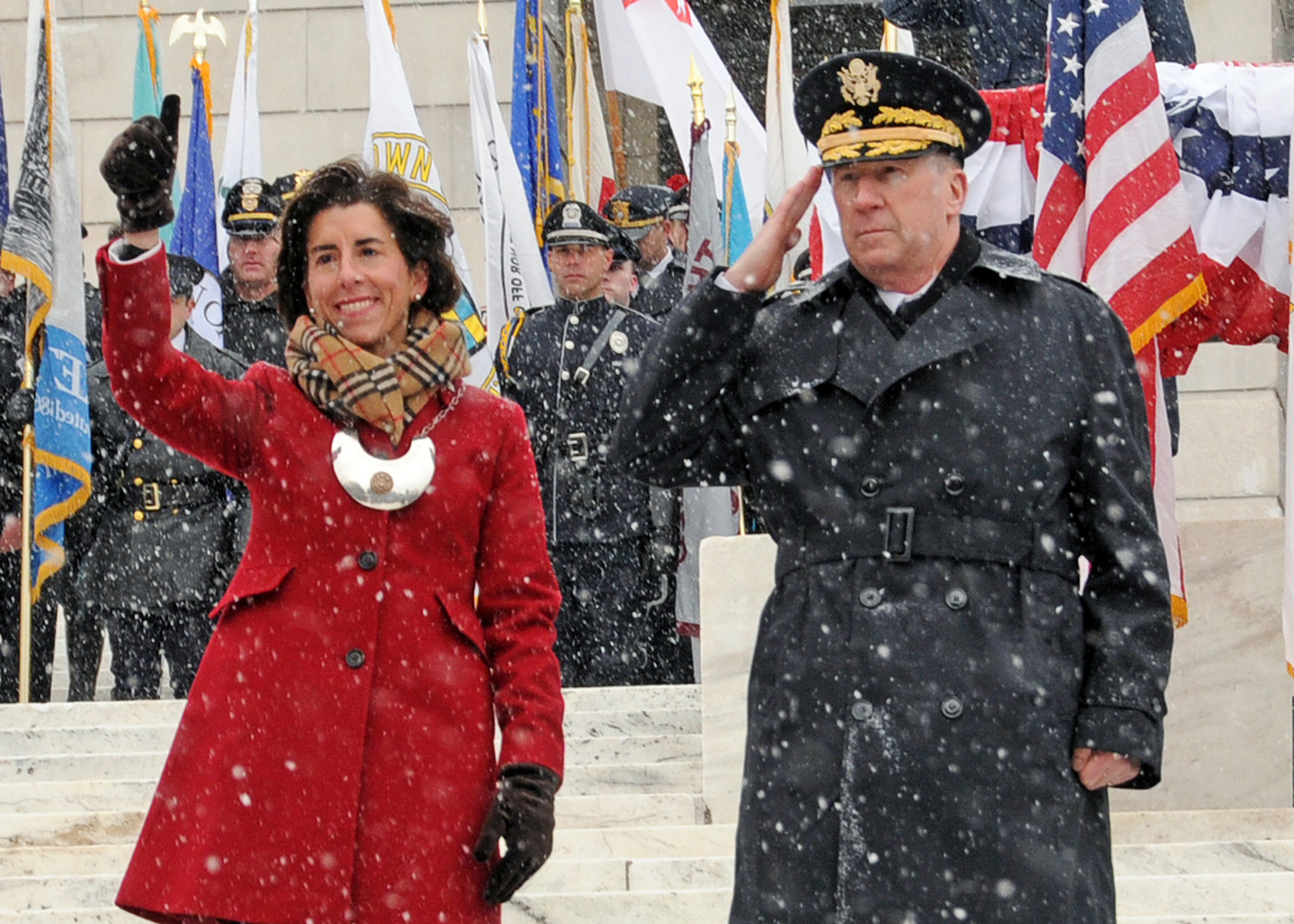
Raimondo 2015-ös kormányzói beiktatásán

| Párt     | Jelölt        | Szavazatok | %     |
| -------- | ------------- | ---------- | ----- |
|          | Gina Raimondo | 201,625    | 62.1% |
|          | Kernan King   | 122,860    | 37.9% |
| Összesen | Összesen      | 324,485    | 100.0 |

| Párt     | Jelölt        | Szavazatok | %     |
| -------- | ------------- | ---------- | ----- |
|          | Gina Raimondo | 53,990     | 42.1% |
|          | Angel Taveras | 37,326     | 29.1% |
|          | Clay Pell     | 34,515     | 26.9% |
|          | Todd Giroux   | 2,264      | 1.8%  |
| Összesen | Összesen      | 128,095    | 100.0 |

| Párt             | Jelölt             | Szavazatok | %     |
| ---------------- | ------------------ | ---------- | ----- |
|                  | Gina Raimondo      | 131,899    | 40.7% |
|                  | Allan Fung         | 117,428    | 36.2% |
| MÉR              | Robert Healey, Jr. | 69,278     | 21.4% |
| FÜG              | Kate Fletcher      | 3,483      | 1.1%  |
| FÜG              | Leon Kayarian      | 1,228      | 0.4%  |
| További jelöltek | További jelöltek   | 739        | 0.2%  |
| Összesen         | Összesen           | 324,055    | 100.0 |

| Párt     | Jelölt                     | Szavazatok | %     |
| -------- | -------------------------- | ---------- | ----- |
|          | Gina Raimondo (hivatalban) | 198,122    | 52.8% |
|          | Allan Fung                 | 139,932    | 37.3% |
| FÜG      | Joe Trillo                 | 16,532     | 4.4%  |
| MÉR      | William Gilbert            | 10,155     | 2.7%  |
| FÜG      | Luis Munoz                 | 6,223      | 1.7%  |
| FÜG      | Anne Armstrong             | 4,191      | 1.1%  |
| Összesen | Összesen                   | 375,154    | 100.0 |

## Magánélete
Raimondo 2001. december 1-én házasodott összes Andrew Kind Moffittal Providenceben. Két gyermekük van, Cecilia és Thompson Raimondo Moffit. A család Providence keleti részén lakik.